# Ngrombo (Tangen)
Ngrombo is een bestuurslaag in het regentschap Sragen van de provincie Midden-Java, Indonesië. Ngrombo telt 3549 inwoners (volkstelling 2010).